# 엉덩허리동맥
엉덩허리동맥, 또는 장요추동맥(iliolumbar artery)은 속엉덩동맥 뒤갈래의 첫 번째 가지이다.

## 구조
엉덩허리동맥은 속엉덩동맥의 뒤쪽 몸통의 첫 번째 가지이다. 폐쇄신경과 바깥엉덩동맥 및 바깥엉덩정맥 뒤에서 위쪽으로 향하여 큰허리근의 안쪽 경계로 이어지며 그 뒤에서 다음과 같이 나뉜다.
- 엉덩허리동맥 허리가지
- 엉덩허리동맥 엉덩가지

### 문합
- 골반에서의 문합에 참여하는데, 엉덩허리동맥은 마지막 허리동맥, 깊은엉덩휘돌이동맥과 직접 문합한다.[2]

## 추가 이미지

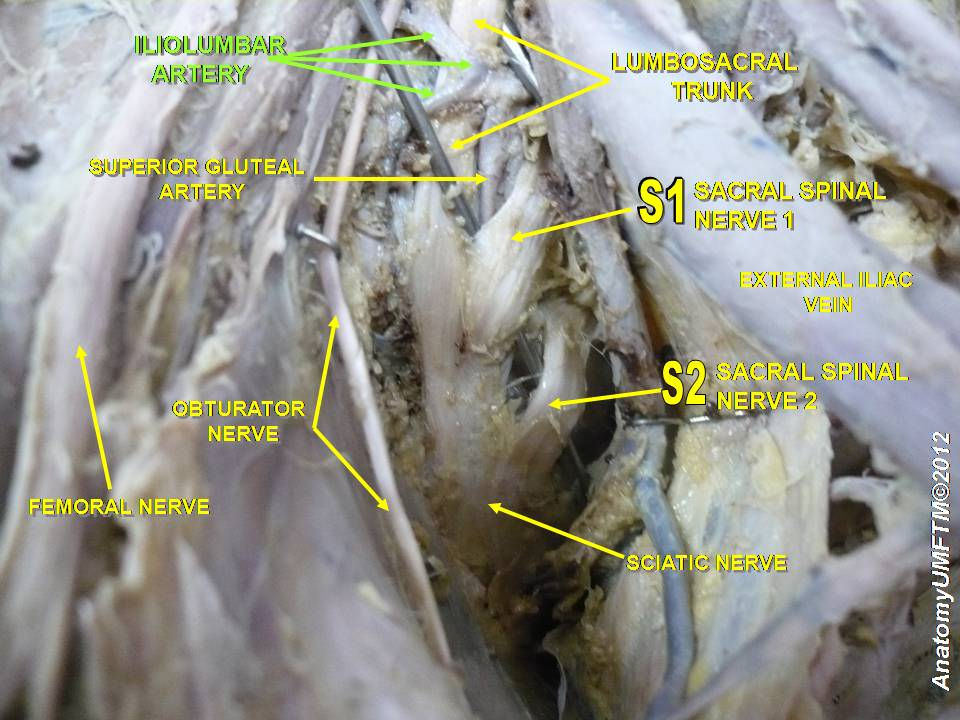
엉덩허리동맥.

## 참고 문헌
이 문서는 현재 퍼블릭 도메인에 속하는 그레이 해부학 제20판(1918) page 621의 내용을 기초로 작성된 글이 포함되어 있습니다.